# Krispin Svärd
Per Krispin Svärd, född 25 oktober 1886 i Västerås, död 19 januari 1986 i Södertälje, var en svensk långdistanslöpare och initiativtagare samt medgrundare till Västerås SK.

## Karriär
Krispin Svärd var initiativtagare och medgrundare till den anrika idrottsföreningen Västerås SK, där han även var en av klubbens första stora idrottsmän då han på allvar utmanade Sverigeeliten inom långdistanslöpning. I sitt första riktiga lopp 1905 mötte han eliten från Stockholm med de välkända olympierna John Svanberg och Thure Bergvall i spetsen. Dessa var inte vana att ta stryk av några svenskar, men Svärd lyckades tränga sig in i Stockholmsblocket. 1906 mötte Svärd Sveriges och Englands bästa långdistanslöpare på Gamla Idrottsparken i Stockholm. Sträckan var favoritdistansen 5000 meter och Svärd kom hedersamt nog fyra. Sin mest uppmärksammade seger tog Krispin Svärd i loppet "Norra Brunnsviken runt" och Stockholmspressen skrev: "Tänk att en så duktig löpare finns i Västerås där han saknar både stimulans och konkurrens." Det höll även på att bli seger i loppet "Ulvsundasjön runt" där Svärd ledde klart före Thure Bergvall, men fick se sig slagen i spurten sedan publiken lurat honom att spurta alldeles för tidigt. Svärd var till och med så bra att tränaren Ernie Hjertberg ville ha med honom i stockholmsolympiaden 1912. Svärds långa arbetsdagar stod i vägen för en OS-satsning och han tvingades därför tacka nej.

## Efter karriären
Krispin Svärd lade av med tävlingsidrottandet i förtid i samband med sitt giftermål. På den tiden ansågs det inte passande för en gift man att hålla på med idrott.
Trots att Svärd lade av med tävlingsidrottandet slutade han aldrig att träna. 87 år gammal tränade han fortfarande ett program som stärkte hjärta och lungor samt mag- och bukmuskulaturen. Detta tillsammans med hans renlevnadsvanor, där han avstod från sprit, tobak och fet mat, gjorde att Krispin Svärd var mycket pigg även på sin ålders höst.

## Om bildandet av Västerås SK
I en artikel som publicerades i en jubileumstidning inför VSK:s 70-årsjubileum 1974 berättar Svärd själv om bildandet:
| ” | Jag arbetade på Keijsers Metallfabrik och stod i min ensamhet och göt polertrådar till polermaskinerna. Började fundera på om det inte var dags att bilda en idrottsförening. Jag tog kontakt med mina arbetskamrater John Lööf, K. G. Andersson och Gunnar Thorsell för att diskutera idén. Många arbetskamrater och framför allt arbetsledarna, var inte förtjusta när man pratade idrott på arbetstiden och vi gick ut i vedboden för att få vara i fred. De andra tände genast på idén och vi beslöt att sprida våra planer på sta`n. Jag tror att vi till och med satte upp ett anslag vid Viktor Olssons Tobaksaffär på Köpmangatan. Vi valde dag och mötesplats blev köket på Folkets Hus. Det ansåg vi vara lagom stort för ändamålet. Av själva interimsmötet minns jag inte mycket. För det första kom jag för sent och för det andra var tillslutningen så stor att jag inte kom längre än till förstugan. VSK:s första kassör blev jag i alla fall. Vi var alla unga och jag själv var bara 17 år vid det här tillfället. | „ |